# 花45線
花45線（萬榮－明利），起點花蓮縣鳳林鎮長橋里萬榮，終點花蓮縣鳳林鎮長橋里明利，全長3.391公里，全線禁行甲、乙類大客車。

## 路線特色
起點萬森路口原為台16線東段（現為花50線），雖然起終點分別為萬榮鄉之地名萬榮及明利，實際上行政區皆位於鳳林鎮長橋里。

## 途經鄉鎮
- 鳳林鎮：長橋里萬榮萬森路口（ 花50線，原 台16線東段）→鳳林萬榮鄉界（右岔路往萬榮林道、碧赫潭[8]）
- 萬榮鄉：鳳林萬榮鄉界→利華基督長老教會→明利村（明利國小）→明利部落→鳳林萬榮鄉界
- 鳳林鎮：鳳林萬榮鄉界→明利（接 台9線花東公路）